# 臺南文化創意產業園區
臺南文化創意產業園區，簡稱臺南文創園區，位於臺灣臺南市東區，是中華民國文化部所屬的文化創意產業園區之一，園區內有臺南市文化資產原臺灣總督府專賣局臺南出張所。2015年6月12日正式開幕，與其他文化創意產業園區不同之處，在於其是由南臺科技大學負責營運，為首座由大專院校主導營運的園區。園區提供專業藝術練習及展演空間，以及會議室及教學教室。
2015年12月曾在園區舉辦為期一年的IKEA特展，只展不賣。

## 園區
園區由三部分構成，分別為古蹟出張所、創意生活館、茉莉展演廳。創意生活館是由專賣局L棟倉庫改建而成，於民國100年（2011年）完工；茉莉展演廳為專賣局舊紅磚倉庫。

## 組織
- 董事會
  - 南臺科技大學
    - 負責人(校長)
      - 總經理

- 營運副總經理
  - 創意生活發展中心主任
    - 經理
      - 助理

  - 創意生活體驗中心主任
    - 經理
      - 助理

- 行政副總經理
  - 行政中心主任
    - 經理
      - 總務
      - 客服
      - 助理
      - 財務/會計

## 外部連結
- 臺南文化創意產業園區 （页面存档备份，存于）
- 臺南文化創意產業園區的Facebook專頁